# Айикур
Айикур (фр. Haillicourt) — коммуна во Франции, регион О-де-Франс, департамент Па-де-Кале, округ Бетюн, кантон Не-ле-Мин. Расположена в 10 км к югу от Бетюна и в 26 км к северо-западу от Арраса, в 5 км от автомагистрали А26 "Англия".
Население (2018) — 4 831 человек.

## Достопримечательности
- Церковь Нотр-Дам XVI века
- Ферма и голубятня XVII века

## Экономика
В начале XX века компания угольная компания Брюэ открыла в Айикуре угольную шахту, что способствовало бурному приросту населения. В 80-х годах шахта была закрыта, и из-за проблем с безработицей население города сокращается.
Структура занятости населения:
- сельское хозяйство - 0,9 %
- промышленность - 4,3 %
- строительство - 18,1 %
- торговля, транспорт и сфера услуг - 42,9 %
- государственные и муниципальные службы - 33,8 %

Уровень безработицы (2017) — 18,6 % (Франция в целом — 13,4 %, департамент Па-де-Кале — 17,2 %). 

Среднегодовой доход на 1 человека, евро (2017) — 17 650 (Франция в целом — 21 110, департамент Па-де-Кале — 18 610).

## Демография
Динамика численности населения, чел.

## Администрация
Пост мэра Айикура с 2008 года занимает член Радикальной левой партии Жерар Фуко (Gérard Foucault). На муниципальных выборах 2020 года возглавляемый им левый список одержал победу в 1-м туре, получив 60,24 % голосов.
| Период | Период | Фамилия        | Партия                   | Примечания |
| ------ | ------ | -------------- | ------------------------ | ---------- |
| 1971   | 1983   | Шарль Литрем   |                          |            |
| 1983   | 2008   | Альфред Дотриш | Социалистическая партия  | профессор  |
| 2008   |        | Жерар Фуко     | Радикальная левая партия | чиновник   |